# Erland Dryselius
Erland Benedikt Dryselius, född 1641, död 1708, var en svensk präst och teologisk författare.

## Biografi
Erland Dryselius var son till bonden Brodde Tuvesson och Kirstin Erlandsdotter i Höslänga, Ljungby socken, och skulle ha gått i faderns fotspår om inte socknens präst Johannes Canuti genomdrev att han fick gå i skola i Växjö. Utbildningen möjliggjordes genom ett underhåll från Östergötlands lagman Gustaf Soop. 
Efter skolgång i Växjö studerade Dryselius vid tyska universitet 1662-64 och 1673-74, och blev magister i Wittenberg 1674 för den göticistiska avhandlingen Lineamenta gloriea Svecicae. Han prästvigdes 1675 och blev samma år hovpredikant hos prinsessan Juliana. 1676 utnämndes han på änkedrottningens förmedling till kyrkoherde i Sorunda, och 1687 i Jönköping. Vid prästmötet i Strängnäs 1681 var han preses och lämnade in en avhandling, De sacra coena, och var riksdagsman för prästeståndet 1682 och 1697, första gången medlem i kommissionen som skulle granska förmyndarregeringen och andra gången som ledamot av sekreta utskottet. I egenskap av präst i Sorunda var han lärare åt den unge Christoffer Polhem som sedan fick undervisning av Anders Spole på Dryselius rekommendation.
Förutom 172 predikningar har Dryselius utgett Korrt och enfaldig kyrckio-historia öfwer Gamla (respektive Nya) Testamentet, Monarch-spegel (1691), samt en kompilation om Turkiets historia, Luna turcica el. Turkeske måne (1694).
Dryselius var gift tre gånger och blev far till nio barn.